# Хирз
Хирз (тадж. Хирз) — сельский населённый пункт (тадж. деҳа) в Сангворском районе РРП Таджикистана. Входит в состав сельской общины (джамоата) Заршуён. Расстояние от села до центра района (село Тавильдара) — 51 км, до центра джамоата (село Миёнаду) — 6 км. Население — 192 человек (2017 г.), таджики. Население в основном занято сельским хозяйством (животноводство и растениводство). Земли орошаются главным образом водами горных источников.